# جاليق (قشلاق أهر)
جالیق (بالفارسية: جالیق) هي منطقة سكنية تقع في إيران في قسم قشلاق الریفي. يقدر عدد سكانها بـ 16 نسمة .